# Océano Club de Kerkennah

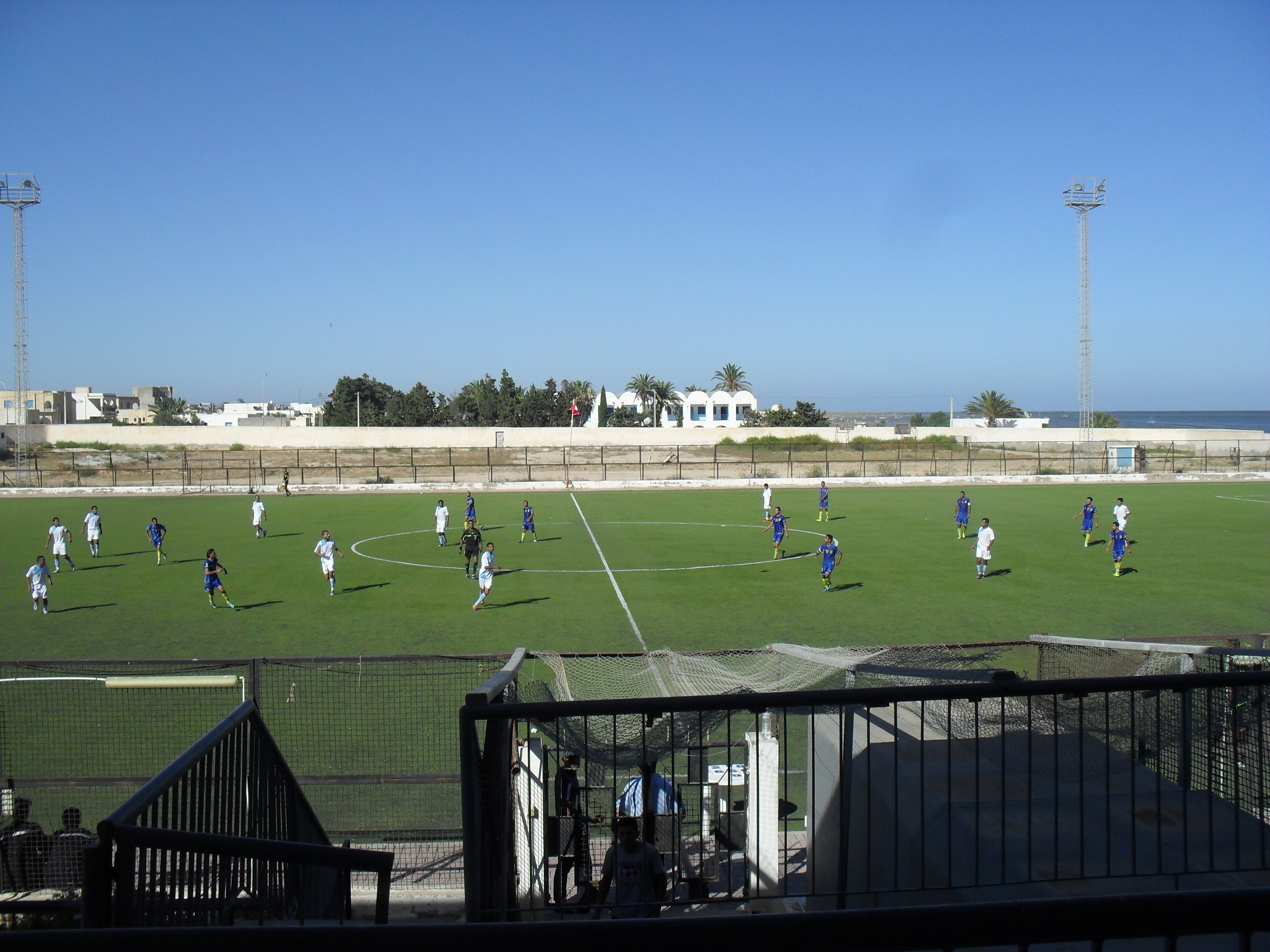
Spielszenen aus einem Derby gegen Stade Sportif Sfaxien (2012). Damals noch auf der Insel Kerkennah.

Océano Club de Kerkennah (arabisch نادي محيط قرقنة, DMG Nādī l-Muḥīṭ Qarqanna) ist ein tunesischer Fußballverein. Der Verein stammt aus den Kerkenna-Inseln, trägt jedoch seine Heimspiele in der nahegelegenen Küstenstadt Sfax aus. Die Vereinsfarben sind Blau und Weiß. Die Abkürzungen OC Kerkennah und OCK sind geläufig und werden vom Verein, den Fans und Medien benutzt.
Die Mannschaft, die in der dritten Liga spielt, tritt zu Heimspielen im Stadion des 2. März in der Stadt Sfax an. Es bietet 1500 Zuschauern Platz und wurde im Jahr 2022 fertiggestellt. Zuvor trug man seine Spiele auf der Heimatinsel aus.
Als größte Lokalrivalen des Klubs gelten Stade Sportif Sfaxien und Sfax Railways Sports.

## Erfolge

### Ligasysteme
OC Kerkennah verbrachte 13 Saisons in der ersten Liga, davon die meisten Spielzeiten in den Achtzigern und Neunzigern. Der erste Aufstieg gelang 1978. Der Verein blieb von der Saison 1978/79 bis 1982/83 erstklassig. In den Saisons 1985/86 und 1986/1987 spielte der Verein zwei Saisons am Stück in der Championnat de Tunisie. Die letzte Phase in der ersten Liga sollten aber die Saisons von 1991/1992 bis 1996/97 sein.
- Zweitligameister der Südgruppe (4)
  - 1978, 1985, 1991, 1996
- Meister der dritten Liga Gruppe Süd (1)
  - 2017, 2023

### Pokalwettbewerbe
Der Verein gewann mehrere Pokale im Jugend- und Amateurbereich. Darunter der Promosport-Amateurpokal 2005 und 2006 und der tunesische U-21-Landespokal 1988.
Das beste Ergebnis im tunesischen Pokal war das Halbfinale 1992. Man besiegte auf dem Weg ins Halbfinale einige renommierte Klubs wie den CS Sfax oder Club Athlétique Bizertin. Das Halbfinale ging knapp gegen Stade Tunisien verloren.
- Promosport-Pokal der Amateure (2)
  - Sieger: 2005, 2006